# Liste deutscher Bezeichnungen luxemburgischer Orte
In dieser Liste werden die deutschen, französischen und luxemburgischen Bezeichnungen luxemburgischer Orte einander gegenübergestellt.

## A
| deutsch         | französisch     | luxemburgisch          | Gemeinde      |
| --------------- | --------------- | ---------------------- | ------------- |
| Abweiler        | Abweiler        | Obëler                 | Bettemburg    |
| Ahn             | Ahn             | Ohn                    | Wormeldingen  |
| Allerborn       | Allerborn       | Allerbur               | Wintger       |
| Alscheid        | Alscheid        | Alschënt               | Kiischpelt    |
| Altlinster      | Altlinster      | Allënster              | Junglinster   |
| Altrier         | Altrier         | Schanz (op der)        | Bech          |
| Altrodeschhof   | Altrodeschhof   | Alrodeschhaff          | Consdorf      |
| Altwies         | Altwies         | Altwis                 | Bad Mondorf   |
| Alzingen        | Alzingen        | Alzeng                 | Hesperingen   |
| Angelsberg      | Angelsberg      | Angelsbierg (Angsbreg) | Fischbach     |
| Ansemburg       | Ansembourg      | Ansebuerg              | Tüntingen     |
| Antoniushof     | Antoniushof     | Antoniushaff           | Wintger       |
| Arsdorf         | Arsdorf         | Ueschdref              | Rambruch      |
| Arsdorfermühle  | Arsdorf-Moulin  | Ueschdrëffermillen     | Rambruch      |
| Aspelt          | Aspelt          | Uespelt                | Frisingen     |
| Assel           | Assel           | Aassel                 | Bous          |
| Asselborn       | Asselborn       | Aasselbur              | Wintger       |
| Asselscheuerhof | Asselscheuerhof | Aasselscheierhaff      | Lorentzweiler |

## B
| deutsch                    | französisch                 | luxemburgisch                 | Gemeinde                 |
| -------------------------- | --------------------------- | ----------------------------- | ------------------------ |
| Bad Mondorf                | Mondorf-les-Bains           | Munneref                      | Bad Mondorf              |
| Bartringen                 | Bertrange                   | Bartreng                      | Bartringen               |
| Baschleiden                | Baschleiden                 | Baschelt                      | Bauschleiden             |
| Bastendorf                 | Bastendorf                  | Baastenduerf (Baaschtenduerf) | Tandel                   |
| Bauschleiden               | Boulaide                    | Bauschelt                     | Bauschleiden             |
| Bech                       | Bech                        | Bech                          | Bech                     |
| Bech-Kleinmacher           | Bech-Kleinmacher            | Bech-Maacher                  | Schengen                 |
| Beckerich                  | Beckerich                   | Biekerech                     | Beckerich                |
| Befort                     | Beaufort                    | Befort                        | Befort                   |
| Beggen                     | Beggen                      | Beggen                        | Luxemburg                |
| Beidweiler                 | Beidweiler                  | Beidler                       | Junglinster              |
| Beiler                     | Beiler                      | Beler                         | Weiswampach              |
| Belair                     | Belair                      | Belair                        | Luxemburg                |
| Beles                      | Belvaux                     | Bieles                        | Sassenheim               |
| Berburg                    | Berbourg                    | Berbuerg                      | Manternach               |
| Berchem                    | Berchem                     | Bierchem                      | Roeser                   |
| Berdorf                    | Berdorf                     | Bäerdref                      | Berdorf                  |
| Bereldingen                | Bereldange                  | Bäereldeng                    | Walferdingen             |
| Berg                       | Berg                        | Bierg                         | Betzdorf                 |
| Bergem                     | Bergem                      | Biergem                       | Monnerich                |
| Beringen                   | Beringen                    | Biereng                       | Mersch                   |
| Berl                       | Berlé                       | Bärel                         | Winseler                 |
| Bettborn                   | Bettborn                    | Biébëreg                      | Préizerdaul              |
| Bettel                     | Bettel                      | Bëttel                        | Tandel                   |
| Bettemburg                 | Bettembourg                 | Beetebuerg                    | Bettemburg               |
| Bettendorf                 | Bettendorf                  | Bettenduerf                   | Bettendorf               |
| Bettingen                  | Bettange                    | Betten op der Mess            | Dippach                  |
| Betzdorf                   | Betzdorf                    | Betzder                       | Betzdorf                 |
| Beyren                     | Beyren                      | Beyeren                       | Flaxweiler               |
| Bigelbach                  | Bigelbach                   | Bigelbaach                    | Reisdorf                 |
| Bilsdorf                   | Bilsdorf                    | Bëlsdref (Bëlschdref)         | Rambruch                 |
| Binsfeld                   | Binsfeld                    | Bënzelt                       | Weiswampach              |
| Bissen                     | Bissen                      | Biissen                       | Bissen                   |
| Bivels                     | Bivels                      | Biwels                        | Pütscheid                |
| Bivingen                   | Bivange                     | Béiweng                       | Roeser                   |
| Biwer                      | Biwer                       | Biwer                         | Biwer                    |
| Biwerbach                  | Biwerbach                   | Biwerbaach                    | Biwer                    |
| Biwisch                    | Biwisch                     | Biwesch                       | Ulflingen                |
| Blascheid                  | Blaschette                  | Blaaschent                    | Lorentzweiler            |
| Bockholtz                  | Bockholtz                   | Boukels                       | Parc Hosingen            |
| Bockholtz                  | Bockholtz                   | Boukels                       | Goesdorf                 |
| Bofferdingen               | Bofferdange                 | Boufer                        | Lorentzweiler            |
| Bögen                      | Boevange                    | Béigen                        | Wintger                  |
| Bollendorferbrück          | Bollendorf-Pont             | Bollendorfer-Bréck            | Berdorf                  |
| Bondorf                    | Bigonville                  | Bungeref                      | Rambruch                 |
| Bonneweg-Nord/Verlorenkost | Bonnevoie-Nord/Verlorenkost | Bouneweg-Nord/Verluerekascht  | Luxemburg                |
| Bonneweg-Süd               | Bonnevoie Sud               | Bouneweg-Süd                  | Luxemburg                |
| Born                       | Born                        | Bur                           | Rosport-Mompach          |
| Bour                       | Bour                        | Buer                          | Helperknapp              |
| Boursdorf                  | Boursdorf                   | Boursdref                     | Rosport-Mompach          |
| Bous                       | Bous                        | Bus                           | Bous                     |
| Böwen                      | Bavigne                     | Béiwen                        | Stauseegemeinde          |
| Böwingen/Attert            | Boevange-Attert             | Béiwen-Atert                  | Helperknapp              |
| Boxhorn                    | Boxhorn                     | Boxer                         | Wintger                  |
| Brachtenbach               | Brachtenbach                | Bruechtebaach                 | Wintger                  |
| Brandenburg                | Brandenbourg                | Branebuerg                    | Tandel                   |
| Breidfeld                  | Breidfeld                   | Bredelt                       | Weiswampach              |
| Breidweiler                | Breidweiler                 | Präitler                      | Consdorf                 |
| Breinert                   | Breinert                    | Breinert                      | Biwer                    |
| Bridel                     | Bridel                      | Briddel                       | Kopstal                  |
| Bruch                      | Brouch                      | Brouch                        | Helperknapp              |
| Bruch                      | Brouch                      | Bruch                         | Biwer                    |
| Büderscheid                | Buderscheid                 | Bitscht                       | Goesdorf                 |
| Budler                     | Boudler                     | Buddeler                      | Biwer                    |
| Budlerbach                 | Boudlerbach                 | Buddelerbaach                 | Biwer                    |
| Bürden                     | Burden                      | Bierden                       | Erpeldingen an der Sauer |
| Burglinster                | Bourglinster                | Buerg (an der) (Buerglënster) | Junglinster              |
| Bürmeringen                | Burmerange                  | Biermereng                    | Schengen                 |
| Burscheid                  | Bourscheid                  | Buurschent                    | Burscheid                |
| Buschdorf                  | Buschdorf                   | Bëschdref                     | Helperknapp              |
| Buschrodt                  | Buschrodt                   | Bëschrued                     | Wahl                     |

## C
| deutsch    | französisch | luxemburgisch             | Gemeinde      |
| ---------- | ----------- | ------------------------- | ------------- |
| Calmus     | Calmus      | Kaalmes                   | Saeul         |
| Canach     | Canach      | Kanech                    | Lenningen     |
| Cap        | Cap         | Kap                       | Mamer         |
| Capellen   | Capellen    | Kapellen                  | Mamer         |
| Carlshof   | Carlshof    | Karelshaff                | Colmar-Berg   |
| Cents      | Cents       | Cents (Zens)              | Luxemburg     |
| Cessingen  | Cessange    | Zéisseng                  | Luxemburg     |
| Christnach | Christnach  | Krëschtnech               | Waldbillig    |
| Clausen    | Clausen     | Clausen                   | Luxemburg     |
| Clemenshof | Clemenshof  | Clemenshaff               | Bettendorf    |
| Clerf      | Clervaux    | Klierf (Clierf, Kliärref) | Clerf         |
| Closdelt   | Closdelt    | Klosdellt                 | Burscheid     |
| Colbet     | Colbette    | Kolwent                   | Consdorf      |
| Colmar     | Colmar      | Kolmer (Kolma-Bierg)      | Colmar-Berg   |
| Consdorf   | Consdorf    | Konsdref                  | Consdorf      |
| Consthum   | Consthum    | Konstem                   | Parc Hosingen |
| Contern    | Contern     | Konter                    | Contern       |
| Crauthem   | Crauthem    | Krautem                   | Roeser        |
| Crendal    | Crendal     | Kréindel                  | Wintger       |
| Crispent   | Crispent    | Créispent                 | Consdorf      |

## D
| deutsch      | französisch | luxemburgisch             | Gemeinde        |
| ------------ | ----------- | ------------------------- | --------------- |
| Dahl         | Dahl        | Dol                       | Goesdorf        |
| Dalheim      | Dalheim     | Duelem                    | Dalheim         |
| Dahlem       | Dahlem      | Duelem                    | Garnich         |
| Deiffelt     | Deiffelt    | Dewelt                    | Wintger         |
| Dellen       | Dellen      | Dellen                    | Grosbous        |
| Derenbach    | Derenbach   | Déierbech                 | Wintger         |
| Dickweiler   | Dickweiler  | Dickweiler                | Rosport-Mompach |
| Diekirch     | Diekirch    | Dikrech (Dikkrich)        | Diekirch        |
| Differdingen | Differdange | Déifferdeng (Déifferdang) | Differdingen    |
| Dillingen    | Dillingen   | Déiljen                   | Befort          |
| Dippach      | Dippach     | Dippech                   | Dippach         |
| Dommeldingen | Dommeldange | Dummeldeng                | Luxemburg       |
| Dondelingen  | Dondelange  | Dondel                    | Kehlen          |
| Dönningen    | Doennange   | Dienjen                   | Wintger         |
| Donkols      | Doncols     | Donkels                   | Winseler        |
| Dorscheid    | Dorscheid   | Duerscht                  | Parc Hosingen   |
| Drauffelt    | Drauffelt   | Draufelt                  | Clerf           |
| Drinklingen  | Drinklange  | Drénkelt                  | Ulflingen       |
| Düdelingen   | Dudelange   | Diddeleng                 | Düdelingen      |

## E
| deutsch                  | französisch      | luxemburgisch             | Gemeinde                 |
| ------------------------ | ---------------- | ------------------------- | ------------------------ |
| Echternach               | Echternach       | Iechternach               | Echternach               |
| Ehleringen               | Ehlerange        | Éilereng                  | Sassenheim               |
| Ehlingen                 | Ehlange          | Éileng                    | Reckingen/Mess           |
| Ehnen                    | Ehnen            | Éinen                     | Wormeldingen             |
| Ehner                    | Ehner            | Éiner (Iener)             | Saeul                    |
| Eich                     | Eich             | Eesch                     | Luxemburg                |
| Eischen                  | Eischen          | Aischen (Äischen)         | Habscht                  |
| Eisenbach                | Eisenbach        | Eesbech                   | Parc Hosingen            |
| Eisenborn                | Eisenborn        | Esebur                    | Junglinster              |
| Ell                      | Ell              | Ell                       | Ell                      |
| Ellingen                 | Ellange          | Elleng                    | Bad Mondorf              |
| Eltz                     | Eltz             | Elz                       | Redingen/Attert          |
| Elvingen                 | Elvange          | Ielwen                    | Beckerich                |
| Elvingen                 | Elvange          | Elweng                    | Schengen                 |
| Emeringen                | Emerange         | Éimereng                  | Schengen                 |
| Enscheringen             | Enscherange      | Äischer                   | Kiischpelt               |
| Eppeldorf                | Eppeldorf        | Eppelduerf                | Ernztalgemeinde          |
| Ermsdorf                 | Ermsdorf         | Iermsdref                 | Ernztalgemeinde          |
| Ernster                  | Ernster          | Iernzer                   | Niederanven              |
| Ernzen                   | Ernzen           | Iernster                  | Fels                     |
| Erpeldingen an der Sauer | Erpeldange       | Ierpeldeng                | Erpeldingen an der Sauer |
| Erpeldingen              | Erpeldange       | Ierpeldang                | Wiltz                    |
| Erpeldingen              | Erpeldange       | Ierpeldeng                | Bous                     |
| Esch an der Alzette      | Esch-sur-Alzette | Esch-Uelzecht             | Esch an der Alzette      |
| Esch an der Sauer        | Esch-sur-Sûre    | Esch-Sauer (Esch am Lach) | Esch-Sauer               |
| Eschdorf                 | Eschdorf         | Eschduerf                 | Esch-Sauer               |
| Escheid                  | Eschette         | Éischent                  | Rambruch                 |
| Eschweiler               | Eschweiler       | Eeschwëller               | Wiltz                    |
| Eschweiler               | Eschweiler       | Eeschler                  | Junglinster              |
| Eselborn                 | Eselborn         | Eselbuer                  | Clerf                    |
| Essingen                 | Essingen         | Essen                     | Mersch                   |
| Ettelbrück               | Ettelbruck       | Ettelbréck                | Ettelbrück               |
| Everlingen               | Everlange        | Ieverleng                 | Useldingen               |

## F
| deutsch      | französisch   | luxemburgisch          | Gemeinde        |
| ------------ | ------------- | ---------------------- | --------------- |
| Fels         | Larochette    | Fiels (an der) (Feels) | Fels            |
| Fenningen    | Fennange      | Fënneng                | Bettemburg      |
| Fentingen    | Fentange      | Fenteng                | Hesperingen     |
| Fermes       | Fermes        | Fermes                 | Ernztalgemeinde |
| Filsdorf     | Filsdorf      | Fëlschdref             | Dalheim         |
| Findel       | Findel        | Findel                 | Sandweiler      |
| Fingig       | Fingig        | Féngeg                 | Käerjeng        |
| Finsterthal  | Finsterthal   | Fënsterdall            | Helperknapp     |
| Fischbach    | Fischbach     | Fëschbech              | Clerf           |
| Fischbach    | Fischbach     | Fëschbech              | Fischbach       |
| Flaxweiler   | Flaxweiler    | Fluesweiler            | Flaxweiler      |
| Fötz         | Foetz         | Féiz                   | Monnerich       |
| Folkendingen | Folkendange   | Folkendeng             | Ernztalgemeinde |
| Folscheid    | Folschette    | Folscht                | Rambruch        |
| Fousbann     | Fousbann      | Fousbann               | Differdingen    |
| Freckeisen   | Freckeisen    | Freckeisen             | Waldbillig      |
| Frisingen    | Frisange      | Fréiseng               | Frisingen       |
| Fuhren       | Fouhren       | Furen                  | Tandel          |
| Fünfbrunnen  | Cinqfontaines | Pafemillen             | Wintger         |

## G
| deutsch       | französisch  | luxemburgisch  | Gemeinde        |
| ------------- | ------------ | -------------- | --------------- |
| Garnich       | Garnich      | Garnech        | Garnich         |
| Gasperich     | Gasperich    | Gaasperech     | Luxemburg       |
| Gilsdorf      | Gilsdorf     | Gilsdref       | Bettendorf      |
| Girst         | Girst        | Giischt        | Rosport-Mompach |
| Girsterklause | Girsterklaus | Giischterklaus | Rosport-Mompach |
| Givenich      | Givenich     | Giwenich       | Rosport-Mompach |
| Göblingen     | Goeblange    | Giewel         | Koerich         |
| Godbringen    | Godbrange    | Guedber        | Junglinster     |
| Gödingen      | Goedange     | Géidgen        | Ulflingen       |
| Goesdorf      | Goesdorf     | Géisdrëf       | Goesdorf        |
| Götzingen     | Goetzange    | Gëtzen         | Koerich         |
| Gonderingen   | Gonderange   | Gonnereng      | Junglinster     |
| Gosseldingen  | Gosseldange  | Gousseldeng    | Lintgen         |
| Gostingen     | Gostingen    | Gouschteng     | Flaxweiler      |
| Gralingen     | Gralingen    | Grooljen       | Pütscheid       |
| Gras          | Grass        | Grass          | Steinfort       |
| Graulinster   | Graulinster  | Grolënster     | Junglinster     |
| Greisch       | Greisch      | Gräisch        | Habscht         |
| Greiveldingen | Greiveldange | Greiweldeng    | Stadtbredimus   |
| Grevels       | Grevels      | Gréiwels       | Wahl            |
| Grevenknapp   | Grevenknapp  | Gréiweknapp    | Böwingen/Attert |
| Grevenmacher  | Grevenmacher | Gréiwemaacher  | Grevenmacher    |
| Grindhausen   | Grindhausen  | Granzen        | Clerf           |
| Grosbus       | Grosbous     | Groussbus      | Grosbous        |
| Grümelscheid  | Grumelscheid | Grëmmelescht   | Winseler        |
| Grund         | Grund        | Gronn          | Luxemburg       |
| Grundhof      | Grundhof     | Grondhaff      | Befort          |

## H
| deutsch             | französisch       | luxemburgisch         | Gemeinde        |
| ------------------- | ----------------- | --------------------- | --------------- |
| Hagelsdorf          | Hagelsdorf        | Haasder (Haastert)    | Biwer           |
| Hagen               | Hagen             | Hoën                  | Steinfort       |
| Haller              | Haller            | Haler                 | Waldbillig      |
| Hamm                | Hamm              | Hamm                  | Luxemburg       |
| Harlingen           | Harlange          | Harel                 | Stauseegemeinde |
| Hassel              | Hassel            | Haassel               | Weiler zum Turm |
| Heffingen           | Heffingen         | Hiefenech             | Heffingen       |
| Heiderscheid        | Heiderscheid      | Heischent             | Esch-Sauer      |
| Heiderscheidergrund | Heiderscheid-Fond | Heischtergronn        | Esch-Sauer      |
| Heinerscheid        | Heinerscheid      | Hengescht (Héinëscht) | Clerf           |
| Heisdorf            | Hamiville         | Heeschdref            | Wintger         |
| Heisdorf            | Heisdorf          | Heeschdref            | Steinsel        |
| Heispelt            | Heispelt          | Heeschpelt            | Wahl            |
| Hellingen           | Hellange          | Helleng               | Frisingen       |
| Helmdingen          | Helmdange         | Hielem                | Lorentzweiler   |
| Helmsingen          | Helmsange         | Helsem                | Walferdingen    |
| Helmsthal           | Helmsthal         | Helmstel              | Bech            |
| Helzingen           | Hachiville        | Helzen                | Wintger         |
| Herborn             | Herborn           | Hierber               | Rosport-Mompach |
| Hersberg            | Hersberg          | Heeschbreg            | Bech            |
| Hesperingen         | Hesperange        | Hesper                | Hesperingen     |
| Hierheck            | Hierheck          | Hierheck              | Esch-Sauer      |
| Hinkel              | Hinkel            | Hénkel                | Rosport-Mompach |
| Hivingen            | Hivange           | Héiweng               | Garnich         |
| Hobscheid           | Hobscheid         | Habscht               | Habscht         |
| Hoesdorf            | Hoesdorf          | Héischdref            | Reisdorf        |
| Hoffelt             | Hoffelt           | Houfelt               | Wintger         |
| Hollenfels          | Hollenfels        | Huelmes               | Helperknapp     |
| Holler              | Holler            | Holler                | Weiswampach     |
| Hollerich           | Hollerich         | Hollerech             | Luxemburg       |
| Holtz               | Holtz             | Holz                  | Rambruch        |
| Holzem              | Holzem            | Holzem                | Mamer           |
| Holzthum            | Holzthum          | Holztem               | Parc Hosingen   |
| Hoscheid            | Hoscheid          | Houschent             | Parc Hosingen   |
| Hoscheid-Dickt      | Hoscheid-Dickt    | Houschter-Déckt       | Parc Hosingen   |
| Hosingen            | Hosingen          | Housen                | Parc Hosingen   |
| Hostert             | Hostert           | Hueschtert            | Rambruch        |
| Hostert             | Hostert           | Hueschtert            | Niederanven     |
| Howald              | Howald            | Houwald               | Hesperingen     |
| Hovelingen          | Hovelange         | Huewel                | Beckerich       |
| Huldingen           | Huldange          | Huldang               | Ulflingen       |
| Hüncheringen        | Huncherange       | Hënchereng            | Bettemburg      |
| Hunsdorf            | Hunsdorf          | Hënsdref              | Lorentzweiler   |
| Hüpperdingen        | Hupperdange       | Hëpperdang            | Clerf           |
| Hüttingen           | Huttange          | Hëtten (Hitten)       | Beckerich       |

## I
| deutsch   | französisch | luxemburgisch | Gemeinde                 |
| --------- | ----------- | ------------- | ------------------------ |
| Imbringen | Imbringen   | Amber         | Junglinster              |
| Ingeldorf | Ingeldorf   | Angelduerf    | Erpeldingen an der Sauer |
| Insenborn | Insenborn   | Ënsber        | Esch-Sauer               |
| Ischpelt  | Tarchamps   | Ischpelt      | Stauseegemeinde          |
| Itzig     | Itzig       | Izeg          | Hesperingen              |

## J
| deutsch        | französisch    | luxemburgisch     | Gemeinde    |
| -------------- | -------------- | ----------------- | ----------- |
| Jeanharishof   | Jeanharis      | Jeanharishaff     | Junglinster |
| Jeanmathiashof | Jeanmathiashof | Jean Mathias Haff | Roeser      |
| Junglinster    | Junglinster    | Jonglënster       | Junglinster |

## K
| deutsch        | französisch      | luxemburgisch  | Gemeinde        |
| -------------- | ---------------- | -------------- | --------------- |
| Kahler         | Kahler           | Kohler         | Garnich         |
| Kalborn        | Kalborn          | Kaalber        | Clerf           |
| Kapweiler      | Kapweiler        | Kapwëller      | Saeul           |
| Kaundorf       | Kaundorf         | Kaunerëf       | Stauseegemeinde |
| Kautenbach     | Kautenbach       | Kautebaach     | Kiischpelt      |
| Kayl           | Kayl             | Käl            | Kayl            |
| Kehlen         | Kehlen           | Kielen         | Kehlen          |
| Kehmen         | Kehmen           | Kiemen         | Burscheid       |
| Keispelt       | Keispelt         | Keespelt       | Kehlen          |
| Keivelbach     | Keivelbach       | Keivelbaach    | Ernztalgemeinde |
| Kirchberg      | Kirchberg        | Kierchbierg    | Luxemburg       |
| Kleinbettingen | Kleinbetting     | Klengbetten    | Steinfort       |
| Kleinelcheroth | Petit-Nobressart | Kleng-Elcher   | Ell             |
| Knaphoscheid   | Knaphoscheid     | Knapphouschent | Wiltz           |
| Kockelscheuer  | Kockelscheuer    | Kockelscheier  | Roeser          |
| Koerich        | Koerich          | Käerch         | Koerich         |
| Ködingen       | Koedange         | Kéideng        | Fischbach       |
| Kötscheid      | Koetschette      | Kietscht       | Rambruch        |
| Kopstal        | Kopstal          | Koplescht      | Kopstal         |
| Kruchten       | Cruchten         | Kruuchten      | Nommern         |
| Kuborn         | Kuborn           | Kéiber         | Wahl            |
| Küntzig        | Clemency         | Kënzeg         | Käerjeng        |

## L
| deutsch       | französisch   | luxemburgisch       | Gemeinde        |
| ------------- | ------------- | ------------------- | --------------- |
| Landscheid    | Landscheid    | Laaschent           | Tandel          |
| Lannen        | Lannen        | Lannen              | Redingen/Attert |
| Lasauvage     | Lasauvage     | Zowaasch (an der)   | Differdingen    |
| Leithum       | Leithum       | Letem               | Weiswampach     |
| Lellig        | Lellig        | Lelleg              | Manternach      |
| Lellingen     | Lellingen     | Lëllgen             | Kiischpelt      |
| Lenningen     | Lenningen     | Lenneng             | Lenningen       |
| Lentzweiler   | Lentzweiler   | Lenzweiler          | Wintger         |
| Leudelingen   | Leudelange    | Leideleng           | Leudelingen     |
| Levelingen    | Levelange     | Liewel              | Beckerich       |
| Liefringen    | Liefrange     | Léifreg             | Stauseegemeinde |
| Lieler        | Lieler        | Léiler              | Clerf           |
| Limpach       | Limpach       | Lampech             | Reckingen/Mess  |
| Linger        | Linger        | Lénger              | Käerjeng        |
| Lintgen       | Lintgen       | Lëntgen             | Lintgen         |
| Livingen      | Livange       | Léiweng             | Roeser          |
| Lipperscheid  | Lipperscheid  | Lëpscht (Lëpschent) | Burscheid       |
| Longsdorf     | Longsdorf     | Longsdref           | Tandel          |
| Lorentzweiler | Lorentzweiler | Luerenzweiler       | Lorentzweiler   |
| Lullingen     | Lullange      | Lullgen             | Wintger         |
| Lultzhausen   | Lultzhausen   | Lëlz                | Esch-Sauer      |
| Luxemburg     | Luxembourg    | Lëtzebuerg          | Luxemburg       |

## M
| deutsch     | französisch | luxemburgisch       | Gemeinde        |
| ----------- | ----------- | ------------------- | --------------- |
| Machtum     | Machtum     | Miechtem            | Wormeldingen    |
| Mamer       | Mamer       | Mamer               | Mamer           |
| Manternach  | Manternach  | Manternach          | Manternach      |
| Marienthal  | Marienthal  | Märjendall          | Helperknapp     |
| Marnach     | Marnach     | Maarnech            | Clerf           |
| Masseler    | Masseler    | Masseler            | Goesdorf        |
| Maulusmühle | Maulusmühle | Maulesmillen        | Wintger         |
| Mecher      | Mecher      | Meecher             | Stauseegemeinde |
| Medernach   | Medernach   | Miedernach          | Ernztalgemeinde |
| Medingen    | Medingen    | Méideng             | Contern         |
| Meispelt    | Meispelt    | Meespelt (Meestert) | Kehlen          |
| Mensdorf    | Mensdorf    | Menster             | Betzdorf        |
| Merkholz    | Merkholtz   | Mierkels            | Kiischpelt      |
| Merl        | Merl        | Märel               | Luxemburg       |
| Mersch      | Mersch      | Miersch             | Mersch          |
| Merscheid   | Merscheid   | Mierschent          | Pütscheid       |
| Merscheid   | Merscheid   | Mierscheet          | Esch-Sauer      |
| Mertert     | Mertert     | Mäertert            | Mertert         |
| Mertzig     | Mertzig     | Mäerzeg             | Mertzig         |
| Michelau    | Michelau    | Méchela             | Burscheid       |
| Michelbouch | Michelbouch | Méchelbuch          | Vichten         |
| Moersdorf   | Moersdorf   | Méischdref          | Rosport-Mompach |
| Moesdorf    | Moesdorf    | Méischdref          | Mersch          |
| Moestroff   | Moestroff   | Méischtref          | Bettendorf      |
| Mompach     | Mompach     | Mompech             | Rosport-Mompach |
| Monnerich   | Mondercange | Monnerech           | Monnerich       |
| Mühlenbach  | Muhlenbach  | Millebaach          | Luxemburg       |
| Müllendorf  | Mullendorf  | Mëlleref            | Steinsel        |
| Munsbach    | Munsbach    | Mënsbech            | Schüttringen    |
| Münschecker | Munschecker | Mënjécker           | Manternach      |
| Munshausen  | Munshausen  | Munzen              | Clerf           |
| Mutfort     | Moutfort    | Mutfert             | Contern         |

## N
| deutsch            | französisch        | luxemburgisch         | Gemeinde        |
| ------------------ | ------------------ | --------------------- | --------------- |
| Nachtmanderscheid  | Nachtmanderscheid  | Nuechtmanescht        | Pütscheid       |
| Nagem              | Nagem              | Noojhem               | Redingen/Attert |
| Neidhausen         | Neidhausen         | Näidsen               | Parc Hosingen   |
| Neudorf-Weimershof | Neudorf-Weimershof | Neiduerf/Weimeschhaff | Luxemburg       |
| Neunhausen         | Neunhausen         | Néngsen               | Esch-Sauer      |
| Neunhäusgen        | Neunhäusgen        | Neihaischen           | Schüttringen    |
| Niederanven        | Niederanven        | Nidderanven           | Niederanven     |
| Niederbesslingen   | Basbellain         | Kiirchen              | Ulflingen       |
| Niedercolpach      | Colpach-Bas        | Nidderkolpech         | Ell             |
| Niederdonven       | Niederdonven       | Nidderdonven          | Flaxweiler      |
| Niederfeulen       | Niederfeulen       | Nidderfeelen          | Feulen          |
| Niederkerschen     | Bascharage         | Nidderkäerjeng        | Käerjeng        |
| Niederkorn         | Niedercorn         | Nidderkuer            | Differdingen    |
| Niederpallen       | Niederpallen       | Nidderpallen          | Redingen/Attert |
| Niederwampach      | Niederwampach      | Nidderwampech         | Wintger         |
| Nocher             | Nocher             | Nacher                | Goesdorf        |
| Nocherstraße       | Nocher-Route       | Nacherstrooss         | Goesdorf        |
| Noerdingen         | Noerdange          | Näerden               | Beckerich       |
| Nörtringen         | Noertrange         | Näertrech             | Winseler        |
| Nörtzingen         | Noertzange         | Näerzeng              | Bettemburg      |
| Nommern            | Nommern            | Noumen                | Nommern         |
| Nospelt            | Nospelt            | Nouspelt              | Kehlen          |
| Nothum             | Nothum             | Noutem                | Stauseegemeinde |

## O
| deutsch          | französisch      | luxemburgisch    | Gemeinde        |
| ---------------- | ---------------- | ---------------- | --------------- |
| Oberanwen        | Oberanven        | Ueweraanwen      | Niederanven     |
| Oberbesslingen   | Hautbellain      | Beesslek         | Ulflingen       |
| Obercolpach      | Colpach-Haut     | Uewerkolpech     | Ell             |
| Oberdonwen       | Oberdonven       | Uewerdonwen      | Flaxweiler      |
| Obereisenbach    | Obereisenbach    | Uewereesbech     | Parc Hosingen   |
| Oberfeulen       | Oberfeulen       | Uewerfelen       | Feulen          |
| Oberglabach      | Oberglabach      | Uewerglabech     | Nommern         |
| Oberkerschen     | Hautcharage      | Uewerkäerjeng    | Käerjeng        |
| Oberkorn         | Obercorn         | Uewerkuer        | Differdingen    |
| Obermartelingen  | Martelange-Haut  | Uewer-Maarteleng | Rambruch        |
| Oberpallen       | Oberpallen       | Uewerpallen      | Beckerich       |
| Oberschieren     | Oberschieren     | Uewerschiren     | Schieren        |
| Oberschlinder    | Oberschlinder    | Uewerschlënner   | Parc Hosingen   |
| Oberstadt        | Ville-Haute      | Uewerstad        | Luxemburg       |
| Oberwampach      | Oberwampach      | Uewerwampech     | Wintger         |
| Oberwormeldingen | Wormeldange-Haut | Um Berreg        | Wormeldingen    |
| Oetringen        | Oetrange         | Eiter (Éiter)    | Contern         |
| Olingen          | Olingen          | Ouljen           | Betzdorf        |
| Olm              | Olm              | Ollem            | Kehlen          |
| Ospern           | Ospern           | Osper            | Redingen/Attert |
| Osterbour        | Osterbour        | Ouschterbur      | Ernztalgemeinde |
| Osterholz        | Osterholz        | Ousterholz       | Consdorf        |
| Osweiler         | Osweiler         | Uesweiler        | Rosport-Mompach |

## P
| deutsch     | französisch | luxemburgisch       | Gemeinde       |
| ----------- | ----------- | ------------------- | -------------- |
| Peppingen   | Peppange    | Peppeng             | Roeser         |
| Perl        | Perlé       | Pärel               | Rambruch       |
| Petingen    | Pétange     | Péiteng             | Petingen       |
| Pfaffenthal | Pfaffenthal | Pafendall           | Luxemburg      |
| Pintsch     | Pintsch     | Pënsch              | Kiischpelt     |
| Pittingen   | Pettingen   | Pëtten              | Mersch         |
| Pissingen   | Pissange    | Piisséng            | Reckingen/Mess |
| Platen      | Platen      | Platen              | Préizerdaul    |
| Pommerloch  | Pommerloch  | Pommerlach          | Winseler       |
| Pratz       | Pratz       | Proz                | Préizerdaul    |
| Prettingen  | Prettange   | Pretten             | Lintgen        |
| Pulvermühle | Pulvermühle | Polfermillen        | Luxemburg      |
| Pütscheid   | Putscheid   | Pëtscht (Pëtschent) | Pütscheid      |

## R
| deutsch             | französisch        | luxemburgisch                | Gemeinde        |
| ------------------- | ------------------ | ---------------------------- | --------------- |
| Rambruch            | Rambrouch          | Rammerech                    | Rambruch        |
| Rammeldingen        | Rammeldange        | Rammeldang                   | Niederanven     |
| Reckingen           | Reckange           | Recken                       | Mersch          |
| Reckingen/Mess      | Reckange-sur-Mess  | Reckeng op der Mess          | Reckingen/Mess  |
| Redingen/Attert     | Redange-sur-Attert | Réiden-Atert                 | Redingen/Attert |
| Reichlingen         | Reichlange         | Räichel                      | Redingen/Attert |
| Reimberg            | Reimberg           | Rëmmereg                     | Préizerdaul     |
| Reisdorf            | Reisdorf           | Reisduerf                    | Reisdorf        |
| Remerschen          | Remerschen         | Rëmerschen                   | Schengen        |
| Remich              | Remich             | Réimech                      | Remich          |
| Reuland             | Reuland            | Reiland                      | Heffingen       |
| Reuler              | Reuler             | Reiler                       | Clerf           |
| Rippig              | Rippig             | Rippeg                       | Bech            |
| Rippweiler          | Rippweiler         | Rippweiler                   | Useldingen      |
| Rodenborn           | Roudenbourg        | Roudemer                     | Junglinster     |
| Roder               | Roder              | Rueder                       | Clerf           |
| Rodershausen        | Rodershausen       | Rouderssen                   | Parc Hosingen   |
| Rodingen            | Rodange            | Réiden op der Kor (Rodange)  | Petingen        |
| Roedgen             | Roedgen            | Riedgen                      | Reckingen/Mess  |
| Roedt               | Roedt              | Reid (Réid)                  | Waldbredimus    |
| Roeser              | Roeser             | Réiser                       | Roeser          |
| Rolling             | Rolling            | Rolleng                      | Bous            |
| Rollingen           | Lamadelaine        | Rolleng                      | Petingen        |
| Rollingen           | Rollingen          | Rolleng                      | Mersch          |
| Rollingergrund      | Rollingergrund     | Rolléngergronn (Belair-Nord) | Luxemburg       |
| Rombach-Martelingen | Rombach-Martelange | Rombech                      | Rambruch        |
| Roodt               | Roodt              | Rued                         | Ell             |
| Roodt               | Roodt              | Rued                         | Habscht         |
| Roodt-Syr           | Roodt-Syr          | Rued-Sir                     | Betzdorf        |
| Rosport             | Rosport            | Rouspert                     | Rosport-Mompach |
| Rümelingen          | Rumelange          | Rëmeleng                     | Rümelingen      |
| Rümlingen           | Rumelange          | Rëmeljen                     | Wintger         |

## S
| deutsch               | französisch           | luxemburgisch             | Gemeinde        |
| --------------------- | --------------------- | ------------------------- | --------------- |
| Saeul                 | Saeul                 | Sëll                      | Saeul           |
| Sandweiler            | Sandweiler            | Sandweiler                | Sandweiler      |
| Sassel                | Sassel                | Saassel                   | Wintger         |
| Sassenheim            | Sanem                 | Suessem                   | Sassenheim      |
| Sawelborn             | Savelborn             | Suewelbuer                | Ernztalgemeinde |
| Schandel              | Schandel              | Schandel                  | Useldingen      |
| Scheidgen             | Scheidgen             | Scheedgen                 | Consdorf        |
| Schengen              | Schengen              | Schengen                  | Schengen        |
| Scherbach             | Scherbach             | Scherbach                 | Heffingen       |
| Scherfenhof           | Scherfenhof           | Schäerfenhaf              | Heffingen       |
| Schieren              | Schieren              | Schiren                   | Schieren        |
| Schifflingen          | Schifflange           | Schëffleng                | Schifflingen    |
| Schiltzberg           | Schiltzberg           | Schiltzbierg              | Fischbach       |
| Schleif               | Schleif               | Schleef                   | Winseler        |
| Schlindermanderscheid | Schlindermanderscheid | Schlënnermanescht         | Burscheid       |
| Schönfels             | Schoenfels            | Schëndels                 | Mersch          |
| Schoos                | Schoos                | Schous                    | Fischbach       |
| Schrassig             | Schrassig             | Schraasseg                | Schüttringen    |
| Schrondweiler         | Schrondweiler         | Schrondweiler             | Nommern         |
| Schüttringen          | Schuttrange           | Schëtter                  | Schüttringen    |
| Schuweiler            | Schouweiler           | Schuller                  | Dippach         |
| Schwebach             | Schwebach             | Schwéibech                | Saeul           |
| Schwebsingen          | Schwebsange           | Schwéidsbeng              | Schengen        |
| Schweich              | Schweich              | Schweech                  | Beckerich       |
| Selscheid             | Selscheid             | Selschent                 | Wiltz           |
| Seltz                 | Seltz                 | Selz                      | Tandel          |
| Senningen             | Senningen             | Senneng                   | Niederanven     |
| Senningerberg         | Senningerberg         | Sennéngerbierg            | Niederanven     |
| Siebenaler            | Sibenaler             | Siwwenaler                | Clerf           |
| Siebenbrunnen         | Septfontaines         | Siweburen                 | Luxemburg       |
| Simmern               | Septfontaines         | Simmer                    | Simmern         |
| Soller                | Sonlez                | Soller                    | Winseler        |
| Sprinkingen           | Sprinkange            | Sprénkeng                 | Dippach         |
| Stadtbredimus         | Stadtbredimus         | Briedemes (Stadbriedemes) | Stadtbredimus   |
| Stegen                | Stegen                | Steën                     | Ernztalgemeinde |
| Steinbrücken          | Pontpierre            | Steebrécken               | Monnerich       |
| Steinfort             | Steinfort             | Stengefort                | Steinfort       |
| Steinheim             | Steinheim             | Stenem                    | Rosport-Mompach |
| Steinsel              | Steinsel              | Stesel                    | Steinsel        |
| Stockem               | Stockem               | Stackem                   | Wintger         |
| Stolzemburg           | Stolzembourg          | Stolzebuerg               | Pütscheid       |
| Strassen              | Strassen              | Stroossen                 | Strassen        |
| Syr                   | Surré                 | Sir                       | Bauschleiden    |
| Syren                 | Syren                 | Siren                     | Weiler zum Turm |

## T
| deutsch    | französisch | luxemburgisch    | Gemeinde     |
| ---------- | ----------- | ---------------- | ------------ |
| Tadler     | Tadler      | Toodler          | Esch-Sauer   |
| Tetingen   | Tétange     | Téiteng          | Kayl         |
| Tandel     | Tandel      | Tandel           | Tandel       |
| Trintingen | Trintange   | Trënteng         | Waldbredimus |
| Trotten    | Troine      | Tratten          | Wintger      |
| Tüntingen  | Tuntange    | Tënten (Téinten) | Helperknapp  |

## U
| deutsch    | französisch  | luxemburgisch | Gemeinde     |
| ---------- | ------------ | ------------- | ------------ |
| Übersyren  | Uebersyren   | Iwwersiren    | Schüttringen |
| Ulflingen  | Troisvierges | Elwen         | Ulflingen    |
| Urspelt    | Urspelt      | Uerspelt      | Clerf        |
| Useldingen | Useldange    | Useldéng      | Useldingen   |

## V
| deutsch | französisch | luxemburgisch    | Gemeinde |
| ------- | ----------- | ---------------- | -------- |
| Vianden | Vianden     | Veianen (Veinen) | Vianden  |
| Vichten | Vichten     | Viichten         | Vichten  |

## W
| deutsch           | französisch     | luxemburgisch        | Gemeinde        |
| ----------------- | --------------- | -------------------- | --------------- |
| Wahl              | Wahl            | Wal                  | Wahl            |
| Wahlhausen        | Wahlhausen      | Wuelëssen            | Parc Hosingen   |
| Waldbillig        | Waldbillig      | Waldbëlleg           | Waldbillig      |
| Waldbredimus      | Waldbredimus    | Waldbriedemes        | Waldbredimus    |
| Walsdorf          | Walsdorf        | Walsdrëf             | Tandel          |
| Walferdingen      | Walferdange     | Walfer               | Walferdingen    |
| Wallendorferbrück | Wallendorf-Pont | Wuelenduerfer-Bréck  | Reisdorf        |
| Walter            | Watrange        | Walter               | Stauseegemeinde |
| Warken            | Warken          | Waarken              | Ettelbrück      |
| Wasserbillig      | Wasserbillig    | Wasserbëlleg         | Mertert         |
| Wecker            | Wecker          | Wecker               | Biwer           |
| Weicherdingen     | Weicherdange    | Wäicherdang          | Clerf           |
| Weidig            | Weydig          | Weidig               | Biwer           |
| Weiler            | Weiler          | Weiler               | Wintger         |
| Weiler            | Weiler          | Weiler               | Pütscheid       |
| Weiler zum Turm   | Weiler-la-Tour  | Weiler zum Tuerm     | Weiler zum Turm |
| Weilerbach        | Weilerbach      | Weilerbaach          | Berdorf         |
| Weimerskirch      | Weimerskirch    | Weimeschkierch       | Luxemburg       |
| Weiswampach       | Weiswampach     | Wäiswampech          | Weiswampach     |
| Welfringen        | Welfrange       | Welfreng             | Dalheim         |
| Wellenstein       | Wellenstein     | Wellesteen           | Schengen        |
| Welscheid         | Welscheid       | Welschent            | Burscheid       |
| Weyer             | Weyer           | Weyer                | Fischbach       |
| Wickringen        | Wickrange       | Wickreng             | Reckingen/Mess  |
| Wiltz             | Wiltz           | Wolz (Woolz)         | Wiltz           |
| Wilwerdingen      | Wilwerdange     | Wilwerdang           | Ulflingen       |
| Wilwerwiltz       | Wilwerwiltz     | Wëlwerwolz           | Kiischpelt      |
| Wintger           | Wincrange       | Wëntger              | Wintger         |
| Wintringen        | Wintrange       | Wentreng             | Schengen        |
| Winseler          | Winseler        | Wanseler             | Winseler        |
| Wolwelingen       | Wolwelange      | Wolwen               | Rambruch        |
| Wormeldingen      | Wormeldange     | Wuermeldeng (Wormer) | Wormeldingen    |

## Z
| deutsch   | französisch | luxemburgisch | Gemeinde   |
| --------- | ----------- | ------------- | ---------- |
| Zessingen | Cessange    | Zéisseng      | Luxemburg  |
| Zittig    | Zittig      | Zëtteg        | Bech       |
| Zolwer    | Soleuvre    | Zolwer        | Sassenheim |